# Kolcobrzuch zielony
Kolcobrzuch zielony (Tetraodon fluviatilis) – gatunek ryby z rodziny rozdymkowatych.

## Występowanie
Występuje na obszarze południowej i południowo-wschodniej Azji (Indie, Sri Lanka, Archipelag Malajski (Półwysep Malajski, Birma, Tajlandia, Filipiny, Wyspy Sundajskie w słodkiej i słonawej wodzie w strefie przybrzeżnej mórz i oceanów.

## Charakterystyka
Ryby przebywają na terenie pokrytym kryjówkami z roślin i kamieni. Wraz ze wzrostem stają się mniej towarzyskie. Są wówczas agresywne, wojowniczo nastawione do innych ryb. Zaleca się hodowlę tego gatunku w akwarium jednogatunkowym. Cechą charakterystyczną tej ryby jest "nadymanie się" w razie zagrożenia dzięki obecności w organizmie specjalnego typu worka w postaci uchyłka jelita o rozciągliwych ściankach, a nawet "udawanie" śniętej ryby pływając do góry brzuchem.

## Opis
Tułów pokryty małymi kolcami. Ubarwiony zielono-żółto, zielono-oliwkowo ze zmiennymi, ciemnymi plamami. Od strony brzusznej jaśniejszy, bardziej szary u starszych osobników. Kolcobrzuch zielony posiada otwór gębowy zaopatrzony w silne płytki zębowe (po dwie w każdej szczęce) umożliwiające rozłupywanie skorupy ślimaków i małży. Posiada wypukłe i ruchome oczy, które mogą poruszać się niezależnie od siebie pozwalając rybie penetrację terenu.
Dorasta do 15 – 18 cm.

## Dymorfizm płciowy
Płeć trudna do określenia

## Rozmnażanie
Bardzo trudny w warunkach sztucznych (domowych). W okresie rozrodu pary same się dobierają i mogą składać ikrę co 2-3 tygodnie. Do tarła wymagana jest temperatura ok. 28 °C. Ikra składana jest w kryjówkach/grotach w ilości ok. 200-300 ziaren. Po tarle ikrą opiekuje się samiec. Wylęg narybku następuje po ok. 5-6 dniach, po następnych trzech dniach larwy narybku zaczynają pływać. Narybek karmiony jest posiekanym i roztartym mięsem z ryb, małży, ślimaków, wątroby. Narybek dość szybko rośnie (jest żarłoczny).

## Warunki w akwarium
| Zalecane warunki w akwarium | Zalecane warunki w akwarium |
| --------------------------- | --- |
| Zbiornik                    | duży do bardzo dużego o małym natężeniu światła |
| Temperatura wody            | °C 22-24 |
| Twardość wody               | woda miękka lub średnio miękka |
| Skala pH                    | ok. 7 |
| pokarm                      | Rureczniki, larwy komarów i inne owady wodne, wazonkowce, siekane mięso (wątroba cielęca lub wołowa) pokarm roślinny, pokarm suchy. Smakołykiem są ślimaki, mięso rybie, małże. |

## Wymagania hodowlane
Woda tzw. "stara"  z okresową i częściową jej wymianą powinna być dobrze przewietrzana i filtrowana. Do wody konieczna jest dotacja soli kuchennej w ilości 1 łyżeczka na ok. 10-20 l wody. Nie należy ryb przekarmiać.